# Абидин паша Дино Превезели
Абидин или Абедин паша (на османски турски: پروزلی عابدین پاشا; на турски: Abidin Paşa Dino Prevezeli; на албански: Abedin Dino) е османски офицер, чиновник и писател. Абидин Дино е и виден албански национален деец, един от основните двигатели за създаване на единен Албански вилает в рамките на Османската империя.

## Биография
Роден е в 1943 година в Превеза в албанското семейство на Ахмед бей Дино. Учи в училището Зосимеа в Янина и в Парижкия университет.
Установява се в Цариград и влиза в албанската стража на султан Абдул Азис. По-късно е правителствен комисар на стоковата борса в Галата и издава на турски език ръководство по стоковите дела.
По-късно става администратор – служи в Превеза, Родосто, Варна, София, Мамуретюл Азиз и Диарбекир. Става румелийски бейлербей.
В 1876 година е един от създателите на Османската конституция. В 1878 година става главен представител на Призренската лига за Чамерия. Заедно с Абдул Фрашъри, Весел Дино и Мехмед Али Вриони той създава местните клонове на Лигата - Албанския янински комитет и Превезкото събрание.
От август 1879 до март 1880 година е валия на Сиваския вилает. Изпратен е да усмири въстаналите кюрди. Блестящото изпълнение на това поръчение му печели валийството на Солунския вилает в 1880 година. На 9 юни 1880 година е назначен за министър на външните работи, но на 12 септември е свален. Като външен министър той отбива аспирациите за анексия на албански територии от Гърция и Черна гора.
Валия е в Адана (януари 1881 - октомври 1885), отново в Сивас (октомври 1885 - юли 1886), Анкара (юли 1886 - декември 1893), и Островния вилает (декември 1893 – март 1906). Умира през 1906 г. в Истанбул. Погребан е в гробището на Фатих джамия.
Абидин паша е поет, публицист и преводач, Пише стихове, сред които известната творба „Këngë për Shqipërin“ (Песен за Албания, 1879), „Të nxiturit e Shqipërisë duke përpjeturë“ (1880), „Poema e Shenjtë“ (Поема за светец, 1884). Превежда на албански стихове на персийския поет Руми.

## Трудове
- Tercüme ve Şerh-i Mesnevî-i Şerif (1887 – 1888)
- Saadet-i Dünya (1894 – 1895)
- Kaside-i Bürde Şerhi (1894 – 1895)
- Âlem-i İslâmiyet-i Müdafaa (1897 – 1898)
- Meâli-i İslâmiyye (1898 – 1899)